# Polyarteriitis nodosa
Die Polyarteriitis nodosa (PAN, auch Panarteriitis nodosa und Kussmaul-Maier-Krankheit genannt) ist eine systemische Arteriitis (Entzündung der kleinen und mittelgroßen Arterien), die zur Gruppe der Autoimmunerkrankungen gehört und deren genaue Ursache unbekannt ist. Sie wird dabei als ANCA-negative Vaskulitis von mittelgroßen Gefäßen klassifiziert, es kommt zu Entzündungen der Arterien mit einer perlschnurartigen Anordnung der Entzündungsknötchen, wobei vor allem Waden, Unterarme und innere Organe betroffen sind.

## Bezeichnung und Nomenklatur
Die Gefäßerkrankung PAN wird auch als Periarteriitis nodosa und Panarteriitis Kussmaul-Maier bezeichnet. Gemäß der Chapel Hill Consensus Conference von 1994 ist jedoch Polyarteriitis nodosa die offizielle Bezeichnung. Des Weiteren wird sie des Häufigeren als cPAN. (klassische PAN) abgekürzt, um sie von der mikroskopischen Polyangiitis (MPA oder mPAN) zu unterscheiden, die heutzutage jedoch als eigenständige Erkrankung angesehen wird.

## Epidemiologie
PAN gehört zu den seltenen Erkrankungen. Von einer Million Menschen erkranken pro Jahr ca. drei an PAN. Männer erkranken etwa doppelt so häufig wie Frauen, meist im mittleren Lebensalter.

## Ursache
Eine genaue Ursache für die primäre (idiopathische) PAN ist wie bei fast allen Autoimmunerkrankungen nicht bekannt. Jedoch sind 30 % der Fälle mit einer chronischen Hepatitis C (vorwiegend Genotyp 2) oder Hepatitis B assoziiert, was als sekundäre Polyarteriitis nodosa bezeichnet wird.

## Pathogenese
Während der Entzündung kommt es zu einer Nekrose der Gefäßwand mit Infiltration von neutrophilen Granulozyten. Durch die Nekrose kommt es zur Einengung des Gefäßes mit Thrombosierung und Infarzierung der Endstrombahn in den betroffenen Geweben.

## Symptome
- Allgemein: Bei fast 95 % der Patienten treten unspezifische Symptome wie Fieber (>38,5 °C), Muskel- und Gelenkschmerzen, Nachtschweiß, Abgeschlagenheit und Gewichtsverlust auf.
- Nervensystem: Der Großteil (80 %) der Betroffenen weist eine Neuropathie (davon etwa ein Viertel Polyneuritis) auf, die typischerweise größere, gemischte Nerven befällt. Auch eine Beteiligung des Zentralnervensystems, die sich in Sehstörungen, Schlaganfällen oder Anfällen äußert, kann (bei etwa acht Prozent der Erkrankten[3]) vorkommen. Sie ist jedoch meist sekundär durch den bestehenden Bluthochdruck verursacht.
- Verdauungstrakt: kolikartige Bauchschmerzen, Darminfarkte, Blutungen
- Nieren: Mikroaneurysmen der Nierengefäße können zu einem sekundären Bluthochdruck führen. Eine Glomerulonephritis ist untypisch für die PAN und weist auf eine MPA hin.
- Herz: Angina pectoris, Herzinfarkt
- Haut: Livedo reticularis, subkutane Aneurysmen als Knötchen (nodi) tastbar

Eine Lungenbeteiligung findet sich üblicherweise nicht und ist hinweisend auf eine MPA.
Im Labor findet man CRP und Blutsenkungsgeschwindigkeit als Zeichen einer Entzündung erhöht. Es kommt zur Leukozytose. Die Erkrankung wird normalerweise als ANCA-negativ betrachtet.

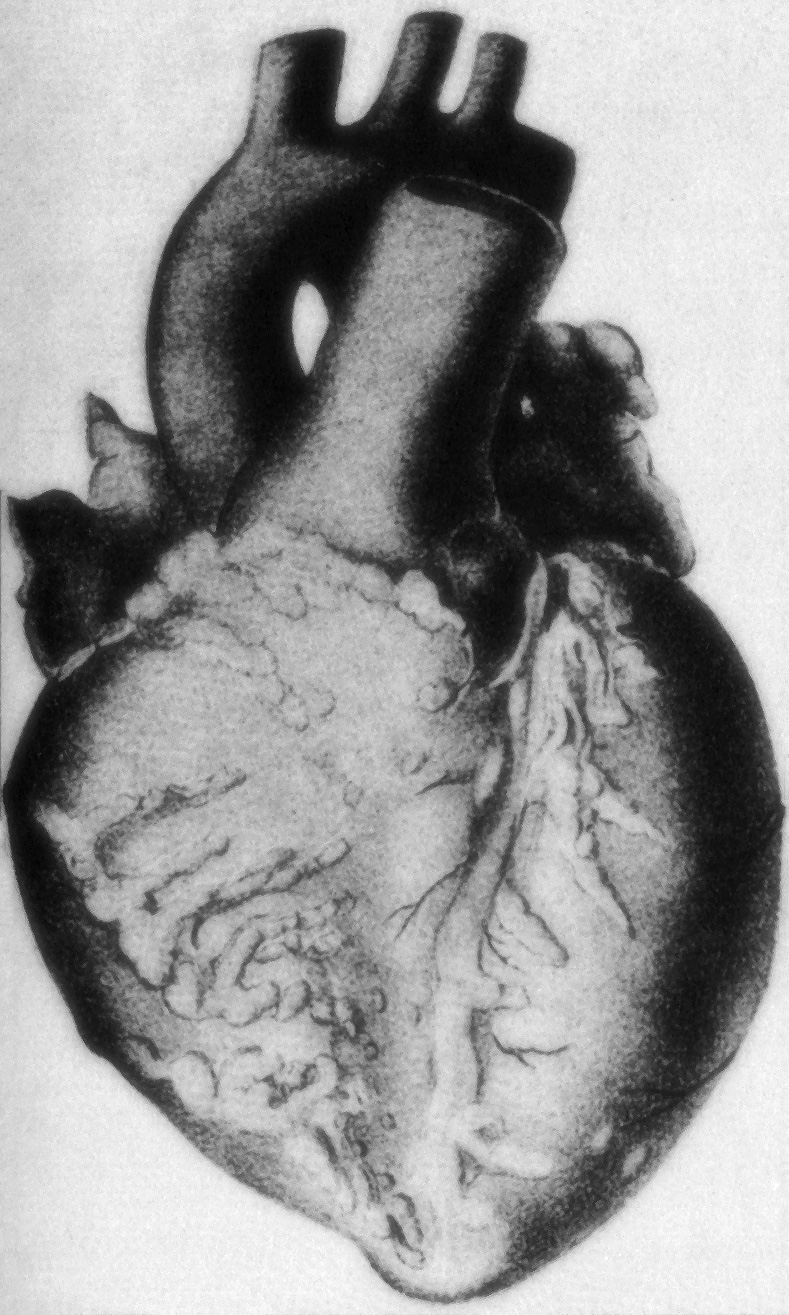
Polyarteriitis nodosa: Makroskopisches Präparat des Herzens mit knotig verdickten koronararteriellen Gefäßen

## Diagnose
Gesichert wird die Diagnose der Erkrankung, an deren Beginn unspezifische Symptome stehen, vor allem durch immunologische Untersuchungen, Angiographie und Histologie. Gemäß den ACR-Kriterien kann die Diagnose der PAN gestellt werden, wenn mindestens 3 der folgenden 10 Kriterien erfüllt sind:
1. Gewichtsverlust ≥ 4 kg, der nicht auf andere Ursachen zurückgeführt werden kann
2. Livedo reticularis
3. Schmerzen oder Druckempfindlichkeit der Hoden, die nicht auf andere Ursachen zurückgeführt werden können
4. Schwäche und Muskelschmerzen
5. Mono- oder Polyneuropathie
6. Bluthochdruck
7. Erhöhung des Serum-Kreatinins oder des Serum-Harnstoffs
8. Nachweis einer Hepatitis-B- oder Hepatitis-C-Infektion
9. angiographische Auffälligkeiten
10. entsprechender pathologischer Befund einer Arterienbiopsie

## Differentialdiagnose
- mikroskopische Polyangiitis
- andere Vaskulitiden
- systemischer Lupus erythematodes

## Therapie
Die PAN wird in der Regel mit Kortikosteroiden und Cyclophosphamid bzw. Azathioprin behandelt. Im Rahmen einer Hepatitis B wird auch diese behandelt, was zur Besserung der Symptome führt.
Da der Behandlungserfolg entscheidend von der Schwere der Polyarteriitis nodosa abhängt, erfolgt meist eine Einteilung nach einem Fünf-Faktoren-Score. Bei einer leichten Form (Score = 0) erreichen 50 % der Patienten allein mit Glucocorticoiden eine Remission, wobei allerdings 40 % einen Rückfall erleiden und dann ein zusätzliches Immunsuppressivum benötigen – meist Cyclopshosphamid oder Azathioprin. Bei schweren Formen oder bei Niereninfarkt und viszeraler Beteiligungen wird in der Regel gleich mit einer Kombinationstherapie begonnen. Zwar fehlen hierzu vergleichende Studien, jedoch erfolgt meist eine mehrwöchige Hochdosis-Therapie mit Glucocorticoiden. Dann wird die Dosis langsam über sechs bis zwölf Monate schrittweise reduziert. Cyclophosphamid wird wegen der Toxizität meist nicht mehr als ein Jahr lang gegeben.
Für den oft krankheitsbedingt auftretenden Bluthochdruck werden meist ACE-Hemmer eingesetzt.

## Prognose
Ohne Behandlung endet die Erkrankung in 90 % der Fälle tödlich. Unbehandelt liegt die Fünfjahresüberlebensrate nur bei 13 %, wobei vor allem Nierenversagen, Herzinfarkt oder Schlaganfall zum Tode führen. Bei richtiger Therapie beträgt die Fünfjahresüberlebensrate allerdings 80 %.

## Erstbeschreibung
Die Beschreibung der „Periarteriitis nodosa“ 1866 ist als klassische Arbeit der Medizin anzusehen. Der Kliniker Adolf Kußmaul und der Pathologe Rudolf Robert Maier demonstrierten hier geradezu vorbildlich ihre interdisziplinäre Zusammenarbeit. Die Autoren stellten den Fall des Schneidergesellen Carl Seufarth vor, der im Mai 1865 mit den Anzeichen eines akuten Krankheitsgeschehens (Anämie, Schwächegefühl, „chlorotischer Marasmus“) die Freiburger Klinik aufgesucht hatte. Der Zustand des Patienten verschlechterte sich zusehends, es traten eine allgemeine Muskelschwäche mit hyp- bzw. hyperästhetischen Effekten von Haut und Muskeln, Schlaflosigkeit und diffuse Schmerzen hinzu: „Am 30. Mai entdeckte man unter der Haut des Bauchs und der Brust kleine erbsengrosse Knötchen.“ Seufarth starb am 3. Juni.
Die Sektion ergab vor allem zahlreich vorliegende knotige Verdickungen entlang der Arterien von kleinem bis mittlerem Kaliber, insbesondere an den Koronararterien des Herzens, den Arterien von Magen, Darm, Nieren, Milz und an der Muskulatur. Die mikroskopische Untersuchung ergab starke Zellwucherungen der betroffenen Gefäße im Bereich der Media und Adventitia, weniger der Intima. Arterien waren gelegentlich aneurysmatisch erweitert oder durch Bindegewebebildung und Thrombosierung verengt. Die Nieren wiesen das Bild einer chronischen, diffusen Nephritis („Morbus Bright“) auf. Für die Autoren blieben damals die Ursachen dieser Erkrankung rätselhaft.

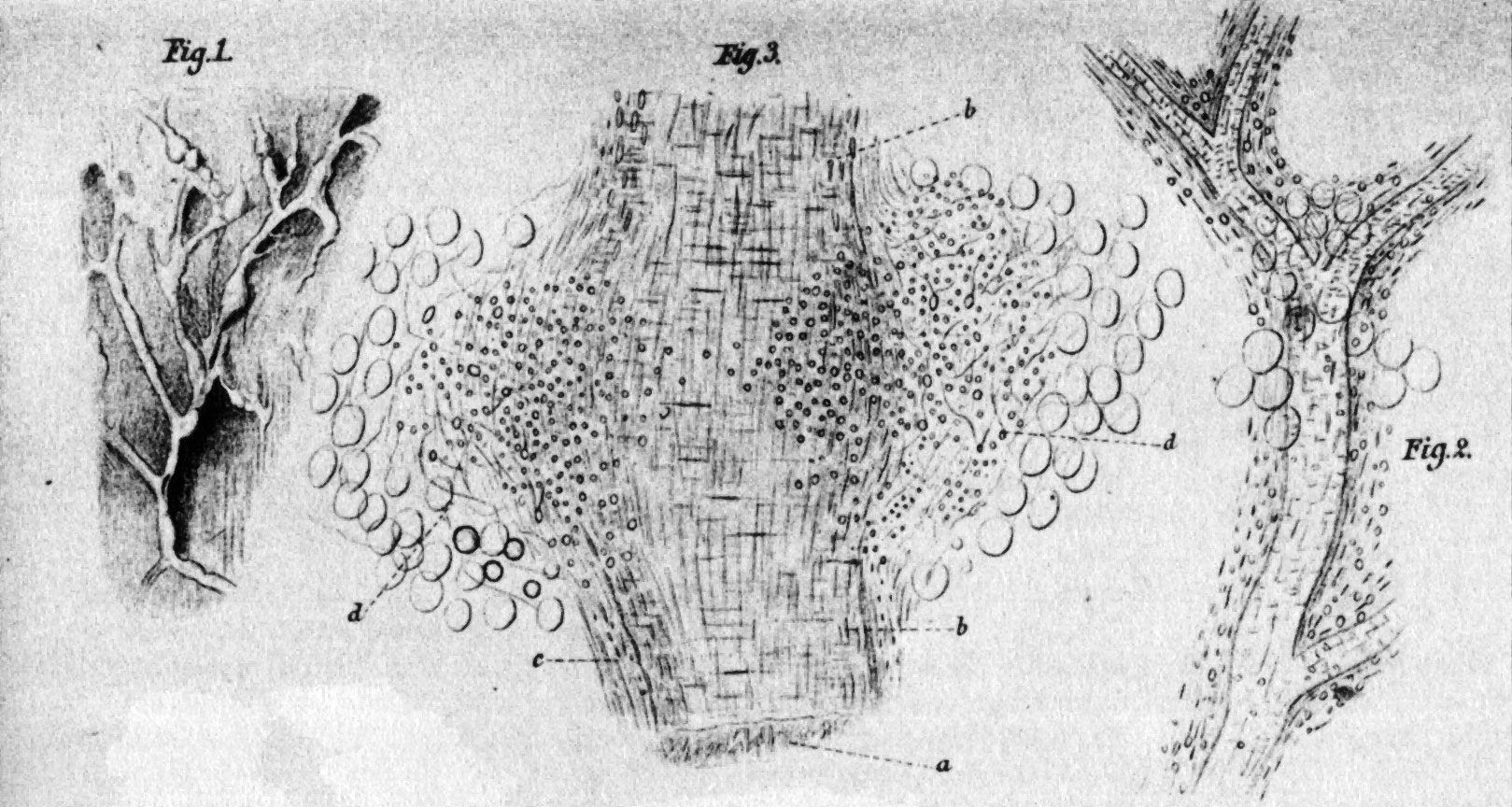
Polyarteriitis nodosa: Mikroskopische Befunde

Kußmaul und Maier legten nicht nur die ausführliche Beschreibung des klinischen Bildes und des makro- bzw. mikroskopischen Substrats vor, sondern fanden auch die treffende Bezeichnung für dieses Krankheitsbild, da sie annahmen, dass die entzündlichen Vorgänge zentripetal in die inneren Gefäßwandschichten fortschritten. Sie erkannten den entzündlichen Charakter der Erkrankung und die multiple Aneurysmenbildung als Ursache der auffälligen Knötchenbildung an arteriellen Gefäßen. Schließlich führten sie im Verdachtsfall (heute obligatorische) Biopsien durch und gaben therapeutische Hinweise.